# Ferrari 488

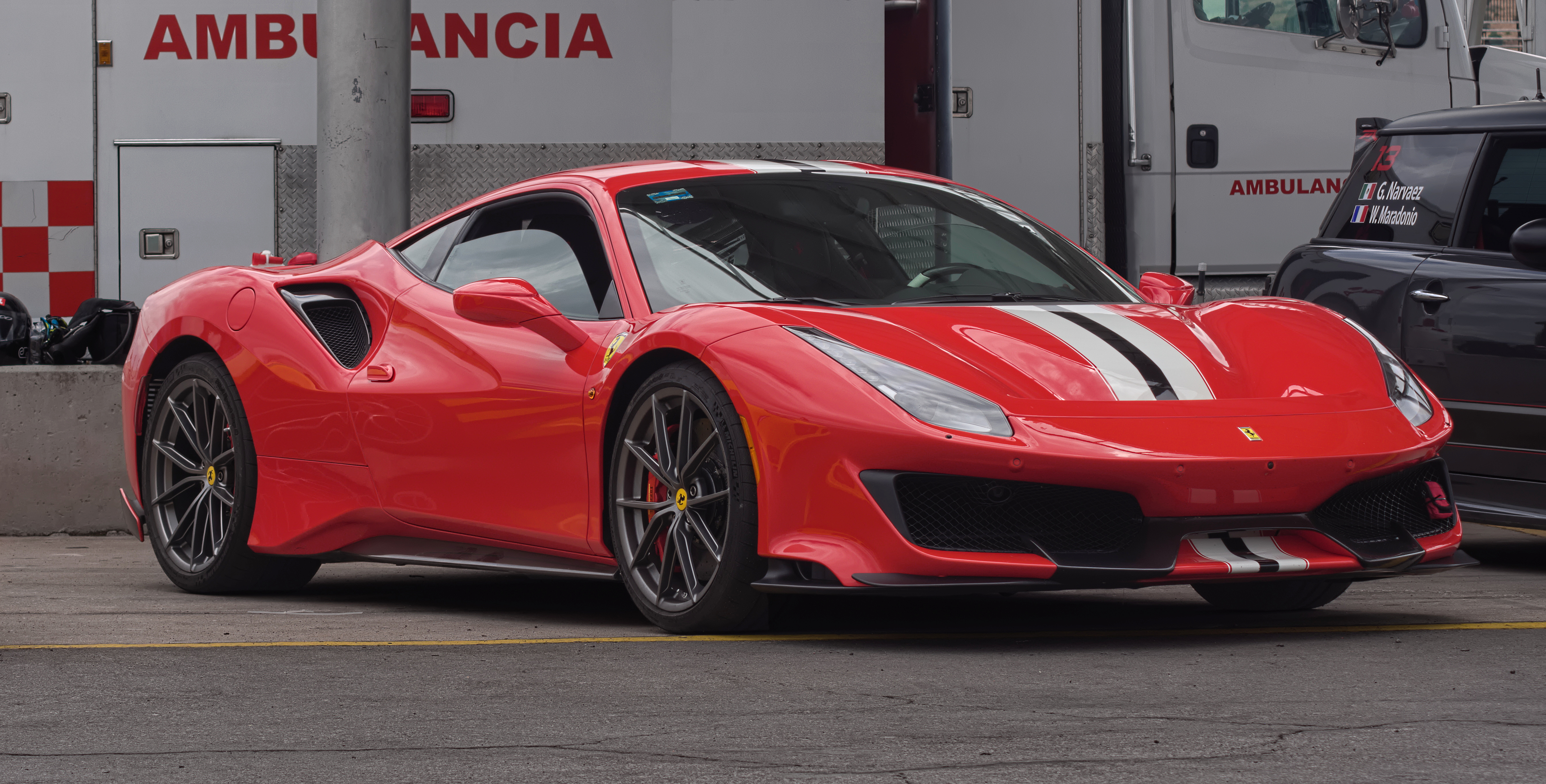
Ferrari 488 Pista

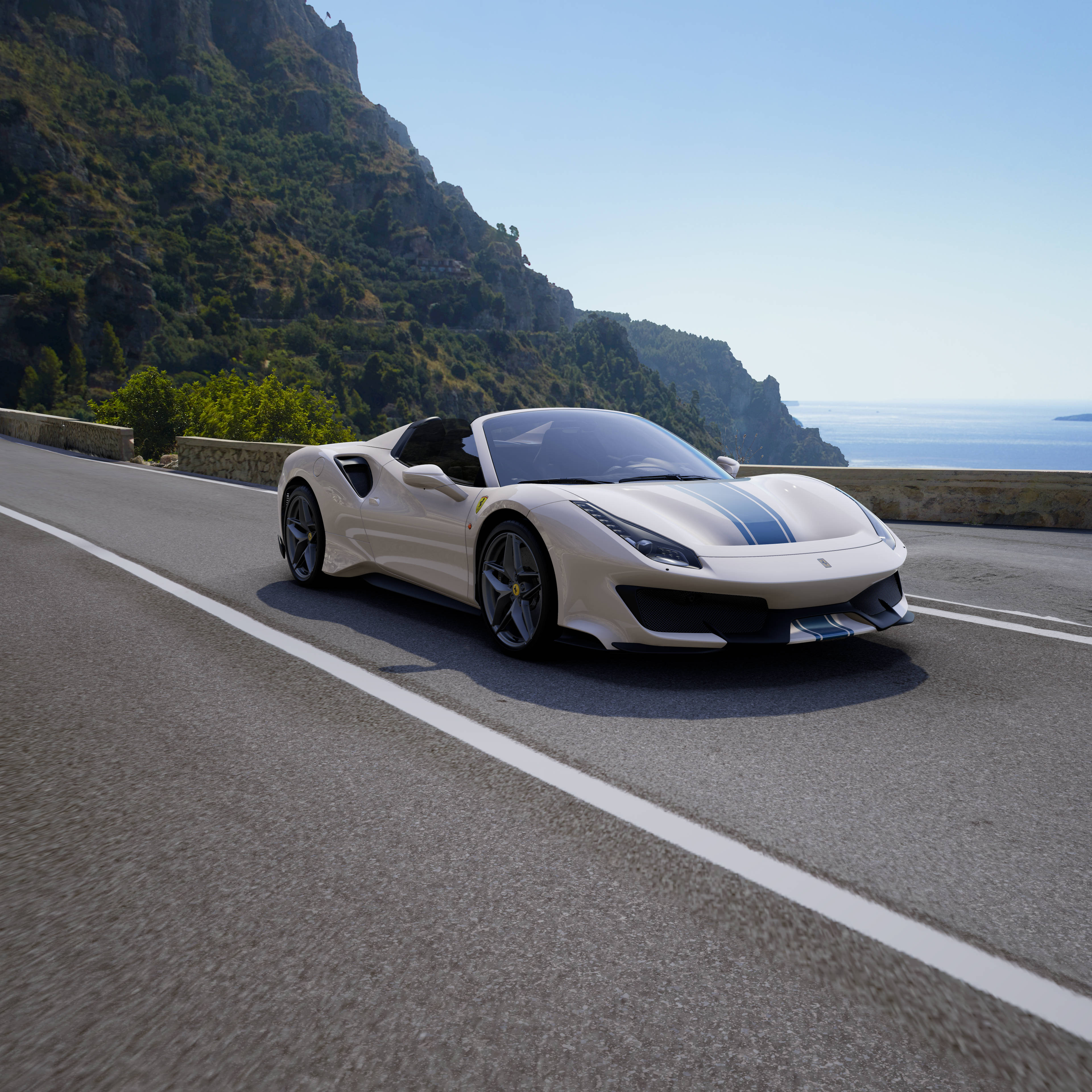
Ferrari 488 Pista Spider

De Ferrari 488 is de opvolger van de Ferrari 458 Italia en Ferrari 458 Spider. De Ferrari 488 werd in februari 2015 onthuld op de autosalon van Genève als een gesloten coupé (GTB). In september 2015 volgde de open variant van de 488, de Spider.

## Motor
De 488 GTB is de eerste Ferrari met middenmotor na de F40 met een turbomotor. De motor is een 3,9 liter V8 met twee Twin-Scroll IHI turbo's. Het is de snelst reagerende turbomotor ter wereld, met een reactietijd van 0,8 seconden. In 2016, 2017 en 2018 is het F154 motorblok uitgeroepen tot Engine of the Year.

## Versnellingsbak
De versnellingsbak is een zeventraps dubbelekoppelingversnellingsbak, die ontwikkeld is door Getrag. Het is een van de vijf snelst schakelende versnellingsbakken.
| Versnelling | 1     | 2     | 3     | 4     | 5     | 6     | 7     | Achteruit |
| ----------- | ----- | ----- | ----- | ----- | ----- | ----- | ----- | --------- |
| Verhouding  | 3.334 | 2.285 | 1.728 | 1.369 | 1.115 | 0.875 | 0.642 | 2.979     |

## Rijervaring
De Ferrari 488 GTB heeft de tweede generatie van het Side-Slip Control systeem, dat werd geïntroduceerd op de Ferrari 458 Speciale. De 488 heeft een uitgebreide versie van dat systeem, waarbij rekening wordt gehouden met de dempers, de remmen, het sperdifferentieel en de motor. De auto kan driften met de tractiecontrole aan.

## Ferrari 488 Pista
De Ferrari 488 Pista is de opvolger van de Ferrari 458 Speciale en de hardcore/lichtgewicht versie van de 488 GTB. Het motorblok is afkomstig van de 488 Challenge raceauto en een uitlaat gemaakt van inconel. Door aanpassingen aan de auto kon het gewicht met 90 kilo worden verminderd tot een totaalgewicht van 1280 kg (1385 kilo inclusief alle vloeistoffen. Het vermogen is gestegen naar 720 pk.Door het toegenomen vermogen sprint de Pista van 0-100 in 2,85 seconden en 200 km/u flitst na 7,6 seconden voorbij uiteindelijk leidt dit tot een topsnelheid van minimaal 340 km/h.

Ook op aerodynamisch gebied is er het nodige aangepast. Zo zijn de luchtinlaten in de zijkant anders vormgegeven en koelen ze alleen de intercoolers. De motor krijgt lucht door twee openingen op de bovenkant van de achterzijde. De achterspoiler is een paar centimeter groter en aan de voorkant zit een S-Duct die 18% meer downforce genereert. Door alle aanpassingen is wel een hogere luchtweerstand ontstaan, door alle vleugeltjes en splitters. Daarom zijn onder de auto kleppen gemonteerd die bij hoge snelheid open gaan en als Drag Reduction System functioneren. Als optie kan de auto worden uitgevoerd met koolstofvezel velgen die 40% lichter zijn.

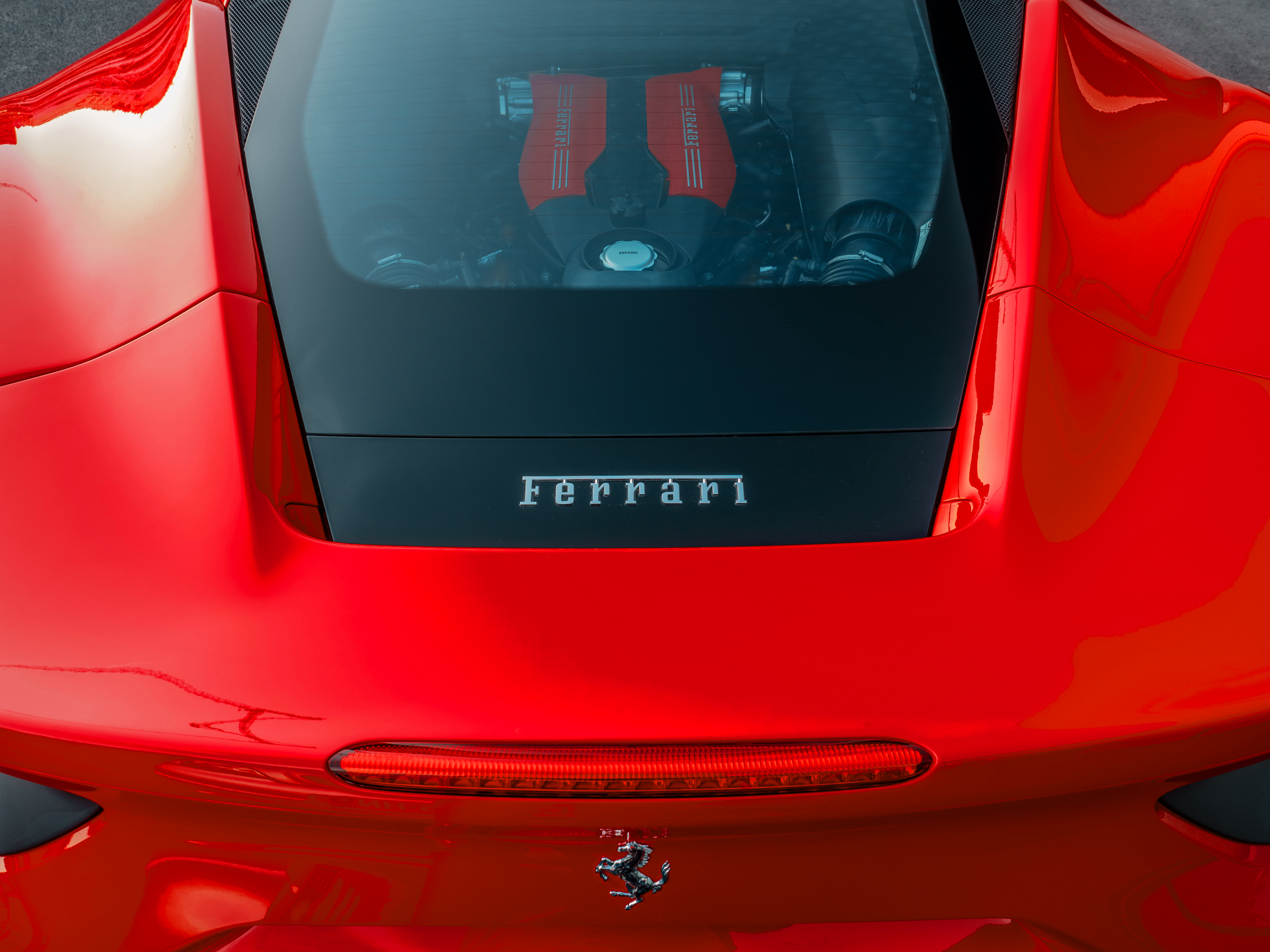
De motor van de Ferrari 488

De prijzen starten vanaf minimaal 354.038 euro. De open versie is de 488 Pista Spider.

## Prijzen
De Ferrari 488 werd in 2015 tot Supercar van het jaar verkozen door TopGear Magazine. In 2017 werd de Ferrari 488 door Motor Trend uitgeroepen tot "Best Drivers Car".